# إكسورة متسلقة
إكسورة متسلقة (الاسم العلمي:Ixora accedens) هي نوع من النباتات تتبع جنس الإكسورة من الفصيلة الفوية.